# Thanh Liêm (xã)
	Thanh Liêm		là một xã thuộc tỉnh Ninh Bình, Việt Nam. Trụ sở xã nằm cách phường Hoa Lư - trung tâm tỉnh lỵ Ninh Bình 19 km về phía Bắc.		
Theo Nghị quyết số 1674/NQ-UBTVQH15 ngày 16/6/2025 về sắp xếp các đơn vị hành chính cấp xã của tỉnh Ninh Bình năm 2025, 	sắp xếp các xã Thanh Hương, Thanh Tâm và Thanh Nguyên thành xã mới có tên gọi là xã Thanh Liêm.	
Xã Thanh Liêm	có diện tích:	23,27	km², 	dân số:	23.609	người, mật độ dân số: 	1015	người/km². 	Đây là đơn vị có diện tích xếp thứ:	90	, số dân xếp thứ: 	108	và mật độ dân số xếp thứ: 	89	trong số 129 xã, phường ở Ninh Bình.  
1. ↑  Nghị quyết của Quốc hội về sắp xếp các đơn vị hành chính cấp xã của tỉnh Ninh Bình năm 2025